# Суспензия

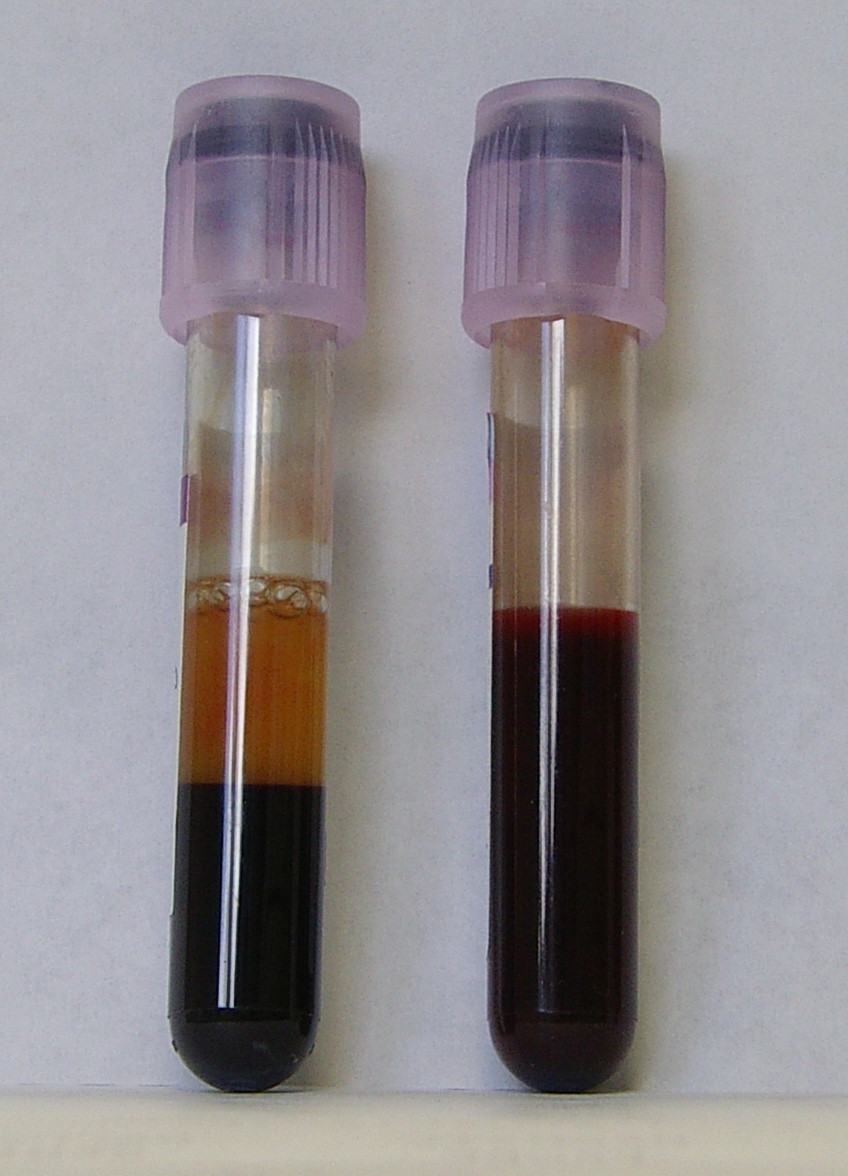
Пример суспензии — кровь.

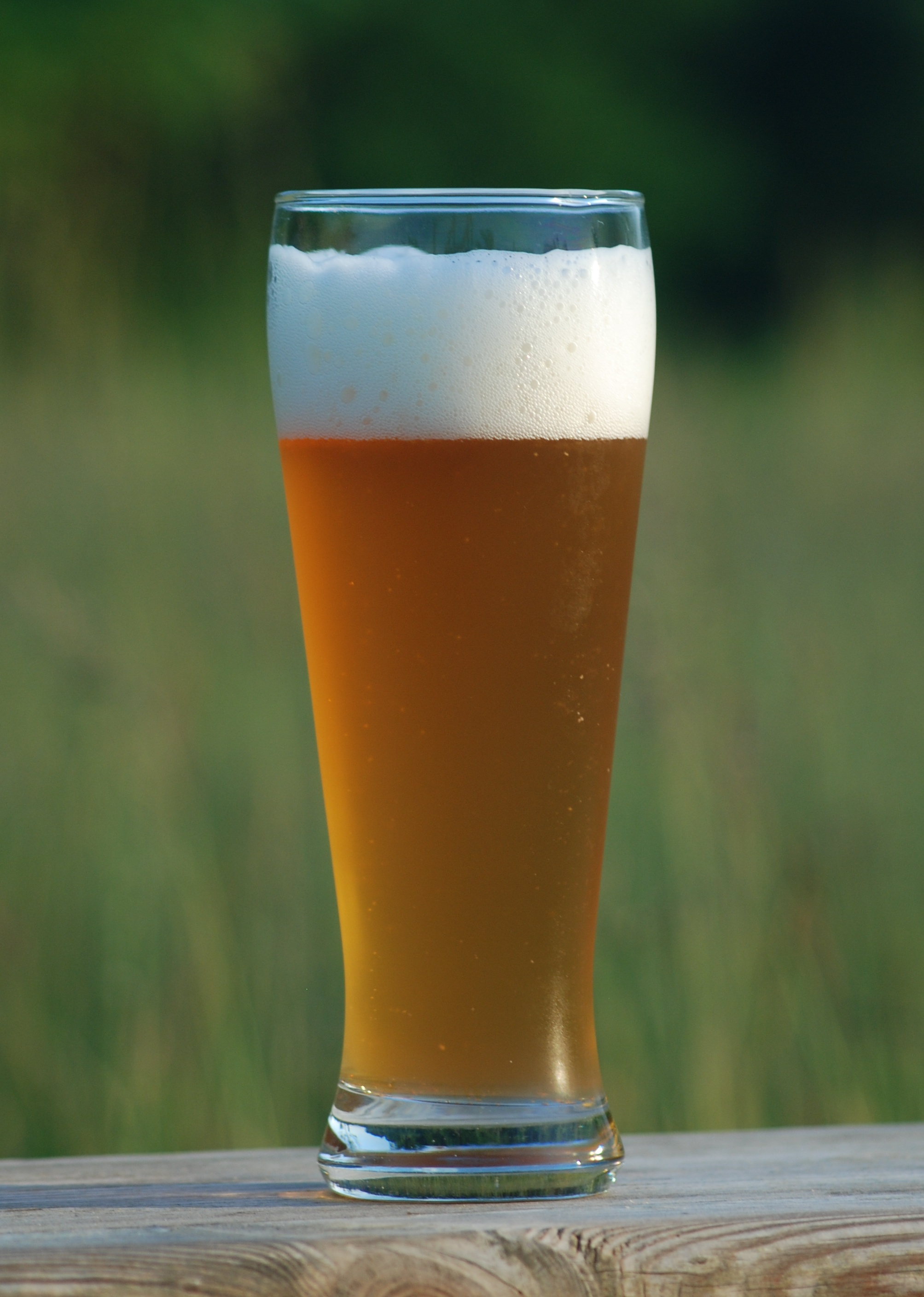
Пример суспензии — пиво

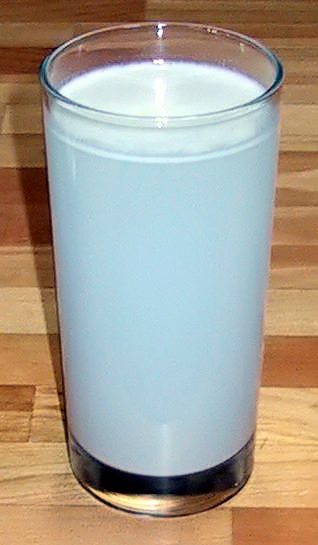
Взвешенная в воде мука выглядит светло-голубой (эффект Тиндаля). Этот эффект объясняется тем, что синий свет рассеивается частицами муки сильнее, чем красный свет.

Суспензия, или взвесь (от позднелат. Suspensio — подвешивание; англ. suspension нем. Suspension f, Trübe), — смесь жидкости с твердыми частицами, находящимися во взвешенном состоянии.

## Научное определение
Суспензия — это дисперсная система с жидкой дисперсионной средой и твёрдой диспергированной (дисперсной) фазой, частицы которой достаточно велики, чтобы противодействовать броуновскому движению.

## Общее описание
Суспензия является примером неньютоновской жидкости и приближается к свойствам вязкопластичных сред. Обычно, частицы дисперсной фазы суспензии обладают размером более 10−4 см и оседают (седиментуются) под действием гравитации. При малой разнице плотности дисперсной фазы и дисперсионной среды суспензия оседает очень медленно, так что такую суспензию иногда называют взвесь. В концентрированных суспензиях свободно возникают дисперсные структуры. Типичные суспензии — это пульпы, буровые промывочные жидкости, цементные растворы.
Тонкоразмолотый уголь с водой образует водоугольную суспензию (ВУС), которая в теплоэнергетике в большинстве случаев квалифицируется как водоугольное топливо (ВУТ).
Суспензии используют в строительной технологии, производстве лакокрасочных материалов, бумаги и так далее.
Суспензия является частным случаем дисперсных систем и относится к классу «твёрдое тело в жидкости», примером которых является ил в воде. (Для сравнения: система «жидкость в жидкости» — нерастворимая жидкость в другой жидкости, — эмульсия, масло в воде; система «твёрдое тело в газе», аэрозоль — дым; система «жидкость в газе», аэрозоль — туман). Для твёрдой фазы в суспензиях характерные размеры частиц от 1 мкм до нескольких миллиметров. При меньших размерах система обычно называется коллоидный раствор, а в предельном случае — гомогенной системой, истинным раствором.
Минеральная суспензия (водоугольная суспензия) — композиционная дисперсная система, которая образована частицами твёрдого материала в жидкости (чаще воде).

## Свойства суспензии

### Вязкость суспензии
Вязкость суспензии увеличивается с ростом объёмной концентрации утяжелителя и его дисперсности и не зависит от природы утяжелителя и его плотности.

### Устойчивость суспензии
Это способность её сохранять заданную плотность в разных по высоте слоях. Бесструктурные суспензии, применяемые чаще всего в практике гравитационного обогащения, являются крайне неустойчивыми системами. По мере увеличения структурообразования суспензии или повышение содержания в ней твёрдой фазы повышается и её устойчивость.
Устойчивость суспензии повышается при добавлении в неё тонких классов утяжелителя и рудных шламов. Иногда добавляют 1-3 % Глинистых материалов или применяют смесь порошков материалов различной плотности (например, смесь ферросилиция с магнетитом или пирротин).
Повышение устойчивости суспензий при одновременном снижении её вязкости на 15-35 % может быть достигнуто применением реагентов-пептизаторов, снижающих слипание частиц. Наиболее эффективные гексаметафосфат и триполифосфат натрия. Реагенты-пептизаторы применяют при значительном содержании шламов в суспензиях и при обогащении в суспензиях повышенной плотности (более 2000 кг/м3 Содержание реагентов-пептизаторов в суспензии не должен превышать 0,001- 0,5 % От массы утяжелителя.
Устойчивость суспензии может быть повышена при одновременном снижении её вязкости на 30-40 % за счёт физико-механических воздействий (например, за счет колебаний с частотой 5-8 Гц и амплитудой 6 — 10 мм

### Реологические свойства суспензии
Множество различных взаимодействий фаз в суспензиях объединяют в три основные группы:
• гидродинамическое взаимодействие между жидкостью и диспергированными твёрдыми частицами, приводит к увеличению вязкой диссипации в жидкости;
• взаимодействие между частицами, способствует образованию хлопьев, скоплений, агломерата или структуры;
• столкновения частиц, вызывающих вязкостные взаимодействия.
Реологические свойства суспензий зависят от преобладающего вида взаимодействия. От низких до средних концентраций дисперсной фазы возрастает значение гидродинамического эффекта; от средних до высоких концентраций начинает увеличиваться роль вязкостных взаимодействия частиц; при очень высоких концентрациях влияние столкновений частиц преобладает над влиянием гидродинамики.
От низких до средних концентраций дисперсной фазы при отсутствии взаимного притяжения частиц преобладает гидродинамическая взаимодействие и, если жидкость ньютоновская, то и суспензия остается ньютоновской. С увеличением концентрации твёрдой фазы сначала вязкость суспензии растет линейно, но в области средних концентраций она приобретает нелинейный характер, причём, с увеличением концентрации скорость роста вязкости становится выше и характер течения суспензии становится неньютоновской. Это явление объясняется влиянием скорости сдвига соседних слоев суспензии.
С ростом притяжения между частицами вязкость суспензии растет, так как частицы дисперсной фазы образуют формы, скопление, агломераты или структуру, приводит к появлению псевдопластического характера течения суспензии и появлению тиксотропии, поскольку образование частиц и структура чувствительны к смещению и подвергаются разрушению.
При более сильном притяжении между частицами вязкость суспензии растёт, прочность флокул увеличивается и они выдерживают некоторое напряжение смещения без разрушения. Суспензия в этом случае приобретает предел текучести и становится вязкопластичной. При более высокой прочности флокул о суспензии можно говорить как о пластической.
При слабом и среднем притяжении между частицами, но высокой концентрации дисперсной фазы, сказываются свойства грануловязкости и суспензия при этом превращается в пасту. Если такой же эффект возникает при сильном притяжении между частицами, но при низких концентрациях дисперсной фазы, то суспензия превращается в гель.
Структурообразование является результатом энергетического взаимодействия между частицами дисперсной фазы и дисперсионной средой.
Дисперсная фаза суспензий, в зависимости от её физико-химических и поверхностных свойств, а также ионного состава дисперсионной среды и гидродинамического взаимодействия частиц и среды, связывает некоторое количество жидкости и образует на поверхности частиц адсорбционные, сольватные и двойные электрические слои, которые неподвижны относительно частиц. Слой жидкости, связанный частицами в результате интегральной взаимодействия фаз и гидродинамического воздействия, является пограничным. Его толщина трудно поддается расчетам и измерениям. По некоторым данным она составляет 0,5-1 мкм и уменьшается при увеличении скорости обтекания частиц дисперсионной средой. При оползневом течении суспензии происходит скольжение одного слоя жидкости с дисперсной средой относительного другого.

## Стабилизация суспензий
С течением времени суспензия может разделяться на свои компоненты. Способность сопротивляться этому называют устойчивостью суспензии. Существует несколько способов разделения:
- Флокуляция — всплытия растворенных веществ на поверхность жидкости
- Седиментация — оседание частиц на дно
- Агрегация — слипание частиц в крупные конгломераты.

Такие процессы происходят тем медленнее, чем более вязкой является жидкость и чем мельче составляющие частицы. Если дисперсная фаза состоит из гидрофобных частиц, то для дополнительной фиксации используют стабилизаторы — гидрофильные коллоиды, что делают гидрофобные частицы смачиваемыми. В качестве стабилизаторов используется камедь, желатозы, метилцеллюлоза и другие.

## См.также
- Наносуспензия